# Стеблин-Каменский, Михаил Иванович
Михаи́л Ива́нович Стебли́н-Каме́нский (29 августа [11 сентября] 1903, Санкт-Петербург — 17 сентября 1981, Ленинград) — советский филолог-скандинавист, переводчик и фонолог, доктор филологических наук (1948), профессор Ленинградского университета (1950), почётный доктор Стокгольмского (1969) и Рейкьявикского (1971) университетов. Автор трудов по скандинавским языкам и скандинавской литературе, по теоретической лингвистике; автор переводов со скандинавских языков.

## Биография
Родился 29 августа (11 сентября) 1903 года в семье Ивана Георгиевича (Егоровича) Стеблин-Каменского (1857—1919), тайного советника, который был женат на дочери генерала Ганецкого, Наталье Николаевне (1865—1940). Племянница Натальи Николаевны (дочь ее сестры Лидии) — иконописец Юлия Николаевна Рейтлингер. 
До Михаила у его родителей родились: Георгий (1891—1915), Николай (1893—1981),  Мария (1894—1943, Ленинград), Иван (1895—1944), Наталья (1897—1989, Франция), Татьяна (1898—1939, Ленинград). 
Был участником Гражданской войны, в 1920 году — в РККА.
В 1922 году поступил на этнографическо-лингвистическое отделение филологического факультета Петроградского университето, но в 1924 году был отчислен за «непролетарское происхождение» из состава его студентов. В 1927 году окончил Первые ленинградские курсы иностранных языков и литературного перевода и начал преподавать английский язык в Политехническом институте. Также занимался в издательстве Академии наук словарной работой, в частности принимал участие в составлении известного англо-русского словаря В. К. Мюллера и С. К. Боянуса, изданного впервые в 1931 году. Кроме этого работал в издательстве «Советская энциклопедия».
В 1939 году сдал экстерном экзамены на филологическом факультете Ленинградского университета по специальности «Английский язык».
Затем Стеблин-Каменский поступил в аспирантуру Института русской литературы АН СССР и весь период блокады провёл в Ленинграде — до 1944 года был ответственным хранителем архива института. Его кандидатская диссертация была посвящена древнеанглийскому поэтическому стилю и называлась «К вопросу о развитии древнеанглийского поэтического стиля (субстантивный эпитет в древнеанглийской поэзии)». Филологический факультет был эвакуирован тогда частично в Саратов, частично в Ташкент, где и состоялась защита (1943). Сам учёный на защите не присутствовал, что допускалось для лиц, находившихся на фронтах войны (блокадный Ленинград приравнивался к фронту).
Изучая древнеанглийскую поэзию, Стеблин-Каменский заинтересовался древнескандинавской литературой, а позже и скандинавскими языками. В 1945 году стал докторантом филологического факультета ЛГУ. Его докторская диссертация называлась «Поэзия скальдов». Её защита состоялась в 1948 году, после чего Стеблин-Каменский стал сначала доцентом, а с 1950 года — профессором и заведующим кафедрой германской филологии, которая в то время включала немецкое и скандинавское отделения. В 1955 году к этой кафедре была присоединена кафедра английской филологии. В 1958 году произошла очередная реорганизация, в результате которой филологический факультет ЛГУ включил в себя бывший 1-й Институт иностранных языков, а на факультете по инициативе Стеблина-Каменского впервые в отечественной высшей школе возникла кафедра скандинавской филологии, заведующим которой он стал. Со временем эта кафедра превратилась в один из крупнейших европейских центров не только по уровню преподавания, но и по глубине изучения скандинавских языков, а также культуры стран Скандинавии. В 1972 году по инициативе и под руководством Стеблина-Каменского на кафедре открылось также нидерландское отделение (нидерландский язык не принадлежит к числу скандинавских), деятельность которого направлял В. П. Берков.
Два длительных периода Стеблин-Каменский одновременно с работой в университете был также научным сотрудником Ленинградского отделения Института языкознания Академии наук.
Умер в Ленинграде 17 сентября 1981 года. 

#### Семья
- Жена — Ольга Сергеевна Стеблин-Каменская (урожд. Шидловская; 1913—1985), участник Великой Отечественной войны; преподаватель географического факультета ЛГУ[6]. Внучатая племянница М.В.Шидловского. Отец Ольги Сергеевны, Сергей Александрович Шидловский  (1884—1920), участник Белого движения. 
  - Сын, Иван Михайлович Стеблин-Каменский (1945—2018) — также известный филолог, академик РАН (2003).

## Научная деятельность и наследие
Стеблин-Каменский принимал самое активное участие во многих научных конференциях, симпозиумах и конгрессах. В частности, он был одним из инициаторов и одним из главных и наиболее авторитетных участников конференций по комплексному изучению истории, экономики, языка и культуры скандинавских стран и Финляндии, первая из которых состоялась в 1963 году. Как отмечали знавшие Стеблин-Каменского люди, его выступления были всегда не только глубоки по содержанию, но и увлекательны и блестящи по форме.
М. И. Стеблин-Каменский является автором в общей сложности около полутора сотен работ.
Среди них выделяются работы по скандинавскому и общему языкознанию. Лингвистические работы Стеблин-Каменского в основном включают исторические грамматики скандинавских языков в духе Ленинградской школы филологии, но с более ярко выраженным интересом к структурализму и проблемам общей теории языка (сборник статей «Спорное в языкознании», 1974). Его грамматика древнеисландского языка (1955) считается одной из лучших по точности и детальности описания фактов словоизменительной морфологии и морфонологии.
Одним из первых среди отечественных филологов Стеблин-Каменский обратился к изучению проблем фонологии на материале истории скандинавских языков, опубликовал многочисленные статьи, впоследствии собранные в книге «Очерки по диахронической фонологии скандинавских языков» (1966).
Благодаря деятельности М. И. Стеблин-Каменского русскоязычный читатель познакомился с крупнейшими памятниками древнеисландской литературы: крупнейшими родовыми сагами, поэзией скальдов, «Старшей» и «Младшей Эддой», королевскими сагами. Все эти издания выходили по его инициативе, под его редакцией, с его статьями и комментариями и во многих случаях с его переводами.
Переводы некоторых работ М. И. Стеблин-Каменского выпущены в Дании, Исландии, Норвегии, США, Чехословакии, Эстонии и Японии.

### Основные публикации
- Исландская литература, 1947.
- Стеблин-Каменский М. И. История скандинавских языков / М. И. Стеблин-Каменский; Отв. ред. акад. В. Ф. Шишмарёв; Институт языкознания АН СССР. — М.; Л.: Издательство Академии наук СССР, 1953. — 340 с. — 3000 экз. (в пер.)
- Стеблин-Каменский М. И. Древнеисландский язык. — М.: Издательство литературы на иностранных языках, 1955. — 286 с. — (Библиотека филолога). — 3000 экз.
- Стеблин-Каменский М. И. Грамматика норвежского языка. — М.: Издательство Академии наук СССР, 1957. — 246 с. — 2500 экз.
- Стеблин-Каменский М. И. Очерки по диахронической фонологии скандинавских языков. — 1966., .
- Стеблин-Каменский М. И. Культура Исландии. — Культура Исландии. — Л.: Наука, 1967.
- Стеблин-Каменский М. И. Спорное в языкознании. — Издательство Ленинградского университета, 1974. — 144 с. — 7505 экз.
- Стеблин-Каменский М. И. Миф. — Л.: Наука, 1976. — 104 с. — 40 000 экз.
- Стеблин-Каменский М. И. Древнеисландская литература. — М.: Наука, 1979.
- Стеблин-Каменский М. И. Поэзия скальдов / Сост. М. Стеблин-Каменский, С. Петров. — 1979. — 184 с. — (Литературные памятники). — 50 000 экз.
- Стеблин-Каменский М. И. Историческая поэтика. — Л.: Издательство Ленинградского университета, 1978. — 176 с. — 3974 экз.
- Стеблин-Каменский М. И. Мир саги. Становление литературы. — Л.: Наука, 1984. — 246 с. — 11 200 экз.
- Стеблин-Каменский М. И. Труды по филологии. — СПб.: Филологический факультет СПбГУ, 2003. — 928 с. — (Филологическое наследие).
- Стеблин-Каменский М. И. Из записных книжек. (1958—1981). Дневники. Письма. Проза. Стихи / Сост. Ю. А. Клейнер. — СПб.: Европейский Дом, 2009. — 372 с. — (Дневники и воспоминания петербургских учёных). — 800 экз. — ISBN 978-5-8015-0231-1.